# Haus Abendfrieden

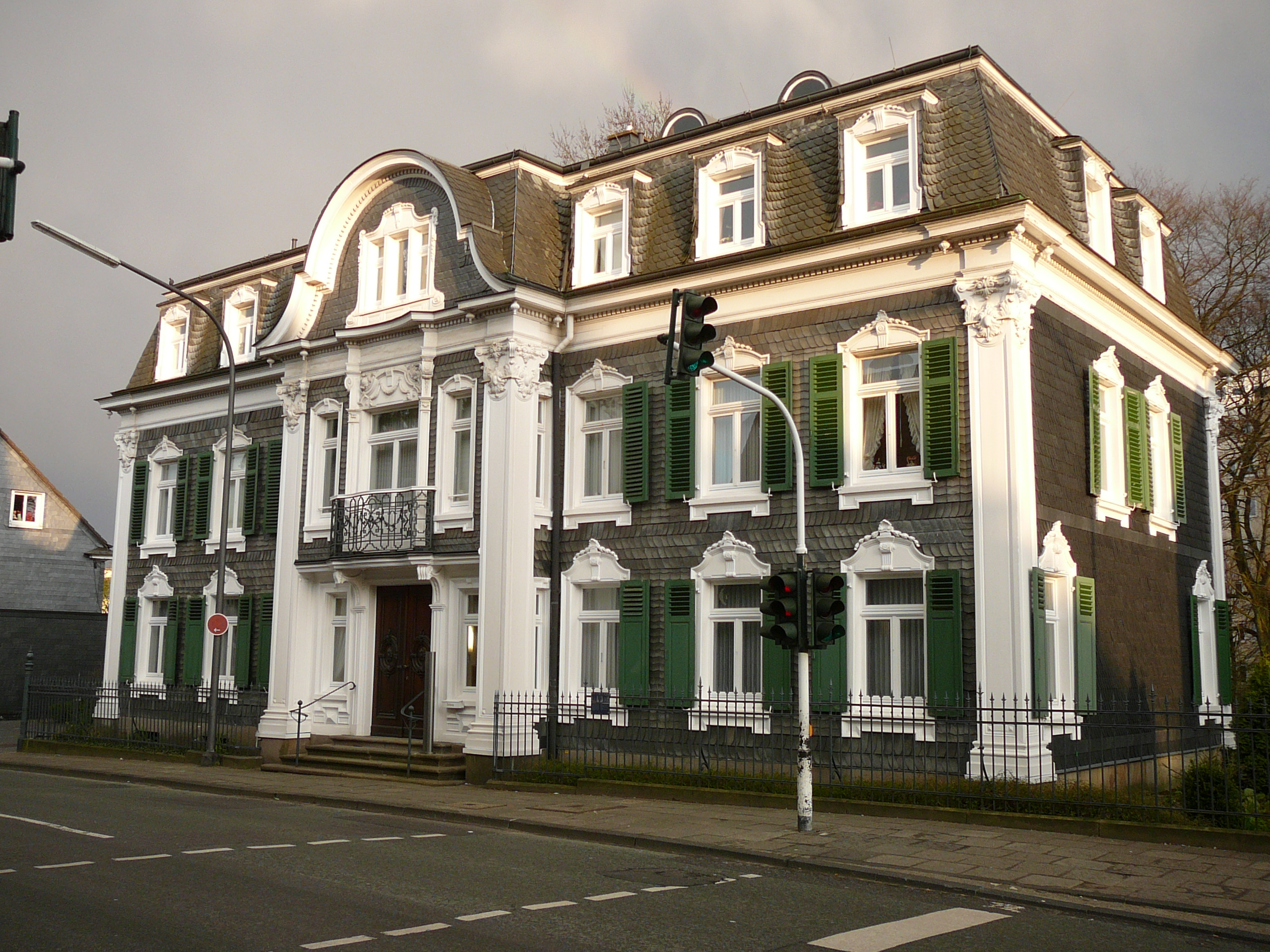
Haus Abendfrieden

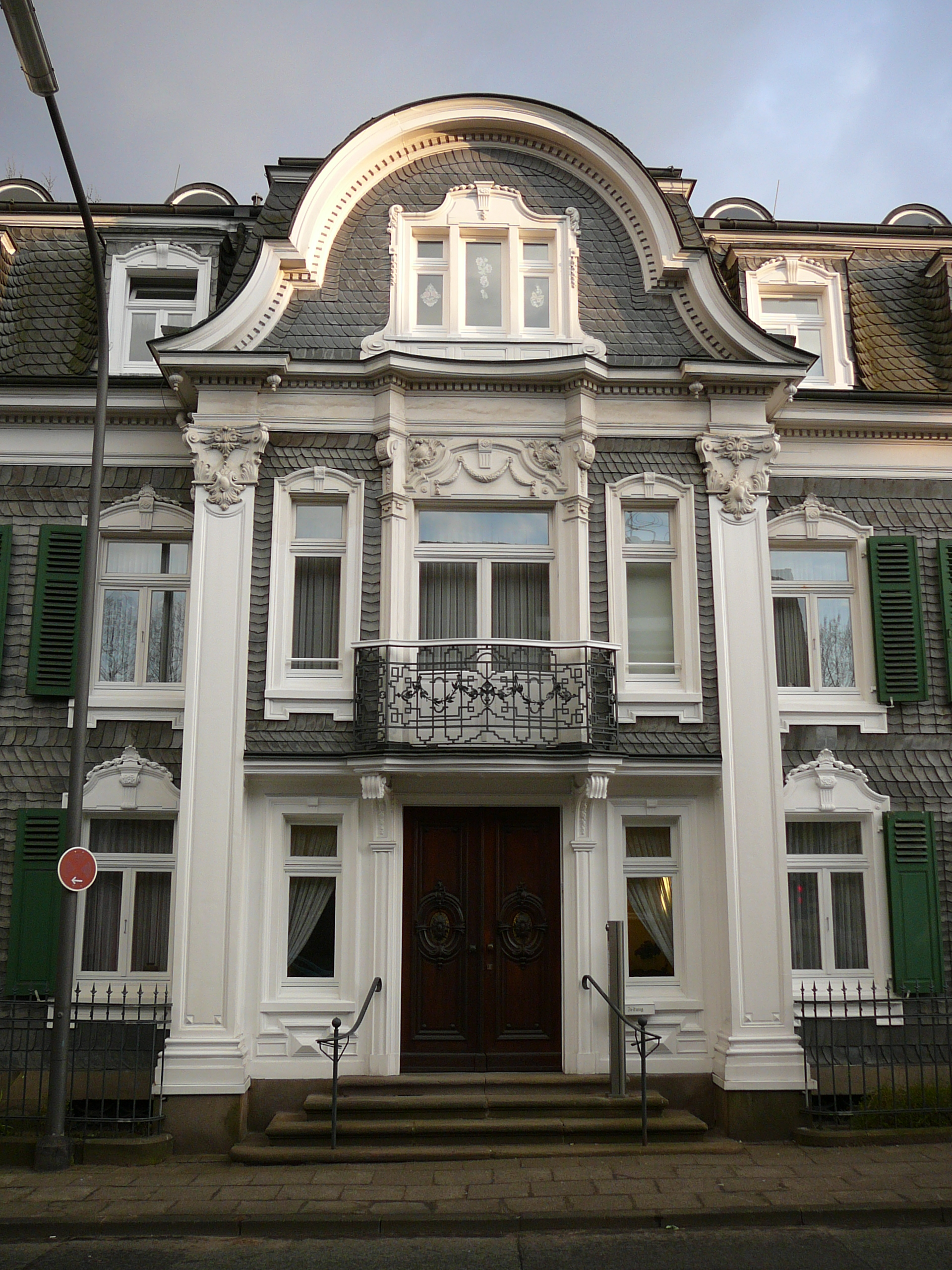
Haus Abendfrieden

Das Haus Abendfrieden (Hausanschrift Am Diek 28 und 30) ist eine unter Denkmalschutz stehende Villa in Wichlinghausen im Wuppertaler Stadtbezirk Oberbarmen.
Die zweigeschossige Villa entstand aus zwei einzelnen Häusern, die um 1780 (eine andere Quelle nennt das Jahr 1850) in Fachwerkbauweise erstellt wurden. Die Baulücke zwischen diesen beiden verbretterten Häusern wurde 1894 (eine andere Quelle nennt das Jahr 1897) mit einem vier Meter breiten Treppenhaus im Stil des Bergischen Barocks zusammengefügt. Die Fassade der Fachwerkkonstruktion ist nun verschiefert. Das vorstehende Treppenhaus bildet dabei einen Mittelrisalit, in dem mittig ein Balkon eingelassen ist. Der Balkon ist mit einem schmiedeeisernen Brüstungsgeländer versehen.
Seit rund fünf Jahrzehnten ist im Haus ein Altenpflegeheim untergebracht. Am 17. Januar 1985 wurde das Gebäude inklusive der Einfriedung unter Baudenkmalschutz gestellt.